# كاترينا فون بورا
كاترينا فون بورا (بالألمانية: Katharina von Bora)‏ (1499 - 1552) هي زوجة مارتن لوثر وأحد قادة الإصلاح البروتستانتي. هناك تباين واختلاف بين المؤرخين حول مكان ميلادها؛ تلقت دروسها في دير الآباء البندكتيين بدءًا من عام 1504، وفي سن التاسعة انتقلت إلى دير سترسن، لمتابعة دراستها. ومن ثم انخرطت في سلك الرهبنة. ومع بداية حركة الإصلاح التي قادها لوثر، عبرت كاترينا عن سخطها على نظام الحياة الديري وقررت مع عدد من الراهبات الفرار من الدير سرًا، وقالت أنها اتصلت بلوثر وتوسلت إليه مساعدتها؛ وهو ما تمّ لهام في 4 أبريل 1523 عشية عيد الفصح؛ وبعدها بستنين تزوج لوثر بكاترينا، في 13 يونيو 1525، رغم كثرة الرجال الذين طلبوا يدها للخطوبة قبله.
بعد زواجها، قامت كاترينا بإدارة وتنظيم الدير الواسع الذي اتخذه لوثر مقرًا لسكنه، وكذلك تربية الماشية والبيع، وتشغيل مصنع الجعة. وعند انتشار الأمراض في فيتنبرغ، كانت تعمل كاترينا في المشفى، وتساعد كممرضة إلى جانب سائر الممرضات. وقد لقبت "نجمة الصباح في فيتنبرغ"، لعادتها في الاستيقاظ تمام الرابعة صباحًا لمسؤولياتها المختلفة.
إلى جانب عملها، أنجبت كاترينا ستة أطفال هانز (1526-1575)، اليزابيث (1527-1528)، ماغدالينا (1529-1542)، مارتن لوثر (1531-1565)، بول (1533-1593)، ومارغريت (1534-1570)، بالإضافة أنها تعرضت للإجهاض في 1539. واهتمت بأربعة أطفال أيتام سواهم.
عانت كاترينا بعد وفاة زوجها من ضائقة مالية صعبة، وفرت بعد اندلاع الحرب إلى ماغديبرغ عام 1547، وبعد نهاية الحرب عادت إلى فيتبنرغ المدمرة بشكل كبير وبقيت هناك حتى 1552، تعمل وتعيش في فقر، حين تفشى وباء الطاعون الأسود ما أجبرها على الهرب إلى مدينة أخرى، وأثناء انتقالها إلى توراجو، وقعت لها حادثة في العربة قرب بوابة المدينة، ما أسفر عن إصابة خطيرة، توفيت بعدها بثلاث أشهر في 20 ديسمبر 1552، عن عمر يناهز ثلاثة وخمسين عامًا ودفنت في كنيسة القديسة مريم في تورجاو، بعيدًا عن قبر زوجها في فيتنبرغ.